# 금메달 남자
《금메달 남자》(일본어: 金メダル男)는 2016년 10월 22일 개봉한 일본 영화이다. 우치무라 테루요시가 원작·각본·감독·주연을 맡아 감독으로는 세 번째 작품이 된다. 2011년에 상연 된 우치무라의 한 무대 〈도쿄 올림픽 태생의 남자〉를 영화화 한 것으로, 영화 첫 주연이 되는 치넨 유리가 우치무라와 두 사람 몫을 연기했다. 원작이 되는 우치무라 시피츠의 소설은 츄오 공론 신사로부터 2016년 6월 23일에 발매되었다.

## 소설
요미우리 신문 석간에서 2016년 4월부터 6월까지 연재되어 단행본이 츄오 공론 신사 발매.  삽화 일러스트 레이터의 소오토메 케이코. 우치무라에게 소설 쓰기는 「아키오가 달린다」 이후 20년만.
- 금메달 남자 (츄오 공론 신사 <츄오 문고> 2016년 6월 23일, ISBN 978-4-12-206263-4)

## 출연
- 오니시 리쿠 (소년기) / 치넨 유리 (청년기) / 우치무라 테루요시 (중년기)
- 세이노 나나 / 키무라 타에
- 무로 츠요시
- 츠치야 타오
- 히라이즈미 세이
- 미야자키 요시코
- 쇼후쿠테이 츠루베
- 카미시라이시 모카
- 오오토모 카렌
- 사사노 유마 / 누쿠미즈 요이치
- 카토 료 / 타카시마 마사히로
- 야마자키 히로나
- 모리카와 아오이
- 테즈카 토루
- 오오이즈미 요
- 오토오 타쿠마
- 다케나카 나오토
- 나가사와 마사미
- 에모토 토키오
- 유스케 산타마리아
- 마키타 스포츠

## 스태프
- 감독·각본 : 우치무라 테루요시
- 원작 : 스즈키 오사무 〈게닌 교환일기~ 옐로 하츠 이야기~〉
- 제작 : 무라타 요시쿠니, 이와타 텐쇼쿠, 타나키 히데오, 나카야마 요시오, 마츠다 요조, 시바가키 쿠니오
- 제작자 : 마츠모토 정, 타무라 마사히로
- 프로듀서 : 호소야 마도카, 토미야 히로타카, 호시노 메구미, 사와 타케시
- 협력 프로듀서 : 요코타 다카시
- 음악 : 하야시 유스케, 리에 & 파티몬스터, 우치무라 테루요시
- 주제가 : 쿠와타 케이스케 〈너에게의 편지〉 (타이시타 레이블 / SPEEDSTAR RECORDS)
- 촬영 : 칸나 하지메
- 조명 : 마루야마 가즈시
- 배급 : 쇼게이트
- 제작사 : 하쿠호도 DY 음악 & 픽처스, 디지털 프론티어

## 연극
우치무라 테루요시의 일인극 무대 〈도쿄 올림픽 태생의 남자〉는 도쿄 선샤인 극장에서 2011년 7월 7일부터 10일에 걸쳐 총5회 상연되었다. 처음에는 3월 예정이었지만 동일본 대지진의 영향으로 연기되었다. 작·출연은 우치무라 테루요시, 연출은 이이야마 나오키로 우치무라 히로유키와 《세계의 끝까지 잇테 Q!》의 프로듀서인 후루타치 요시유키가 참여했다.
우치무라가 자신과 같은 〈도쿄 올림픽 태어난 사람〉에서 아키타 이즈미치 역을 연기해 여러 가지 재주를 실연해 가는 약 2시간의 무대는 우치무라의 집대성이라고 평가되고 있다.  DVD 화 등은 발매되어 있지 않지만, WOWOW에서 여러 번 방송되고 있다.